# Jöns Åberg

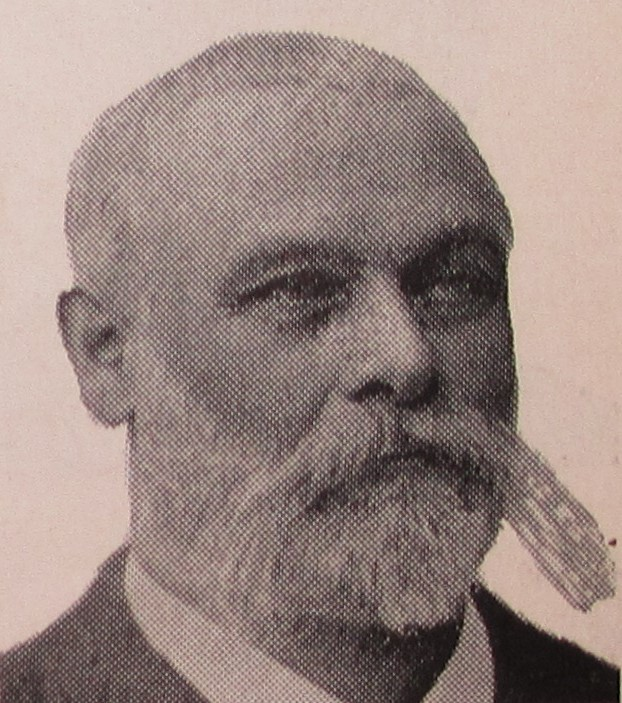
Jöns Åberg.

Jöns Åberg, född 1837 i Höörs socken, död 21 maj 1897 i Malmö, var en svensk stadsingenjör.
Åberg, som var son till gästgivaren Jöns Åberg och Gunilla Zachrisdotter, blev i unga år biträde till lantmätaren Georg Gustafsson, som sedan 1862 tillika var stadsingenjör i Malmö stad. Efter Gustafssons frånfälle 1879 utnämndes Åberg, som länge skött tjänsten, först på förordnande, till stadsingenjör.  Åberg utarbetade Karta öfver staden Malmö med dertill lydande egor (1882), men lämnade inte lika tydliga spår efter sig som Gustafsson eller som efterträdaren, major Anders Nilsson (från 1898), åtminstone vad gäller stadens gatunät eller kvartersindelning.
Åberg var även från 1878 förordnad som och från 1880 innehavare av befattningen som justerare, en av staten antagen person för justering av bland annat mått och vikter, i Malmö distrikt.